# 沢田彩実
沢田 彩実（さわだ あやみ、1986年3月3日 - ）は、日本の元グラビアアイドルである。東京都出身、現在東京都在住。

## 来歴
1stDVD「Nu Image」で2009年2月27日「沢田あやみ（さわだ あやみ）」としてグラビアデビュー。2010年3月「沢田彩実（さわだ あやみ）」に改名。
2012年08月6日の公式ブログにて引退することを発表した。

## リリース作品

### DVD
1. Nu Image（2009年2月27日、スパイスビジュアル）
2. セカンド・インパクト！（2010年7月23日、竹書房）
3. Lover（2010年10月29日、エスデジタル）
4. アヤミラクル（2011年1月21日、M.B.D.メディアブランド）
5. (N)UDE（2011年6月3日、M.B.D.メディアブランド）
6. 二人だけの誘惑（2011年9月16日、M.B.D.メディアブランド）
7. spicy suger 2011年11月30日、M.B.D.メディアブランド）
8. 彩り果実（2012年2月17日、M.B.D.メディアブランド）
9. レボリューション（2012年6月29日、M.B.D.メディアブランド） - ※未発売
10. SO SEXY（2012年10月25日、エアーコントロール）

### 写真集
- Love Body（2010年9月25日、彩文館出版、撮影：細井智燿）ISBN 978-4775604922